# تاريخ كأس القارات
كأس العالم للقارات (بالإنجليزية: FIFA Confederations Cup)‏ هي بطولة كرة قدم للمنتخبات الوطنية تقام كل أربع سنوات برعاية الفيفا. تقام البطولة بين أبطال القارات (كأس أمم أوروبا وبطل كوبا أمريكا وبطل كأس آسيا وبطل أفريقيا وبطل الكونكاكاف وبطل أوقيانوسيا) بالإضافة إلى الفائز بآخر نسخة من بطولة كأس العالم والمستضيف لبطولة كأس العالم القادمة. ليصل عدد المنتخبات المتنافسة إلى ثمانية منتخبات تتنافس على لقب بطل القارات. وفي عام 2005م قرر الاتحاد الدولي لكرة القدم إقامة البطولة كل 4 سنوات وذلك باعتمادها بطولة إعدادية لبطولة كأس العالم، بحيث تكون بطولة تنشيطية قبل بطولة كأس العالم بسنة واحدة وفي نفس الدولة المضيفة لبطولة كأس العالم لاختبار تجهيزات البلد المضيف. وأيضا من أجل إتاحة الفرصة لمنتخب البلد المنضم لكأس العالم لخوض أكبر عدد ممكن من المباريات الرسمية.

## لمحة تاريخية

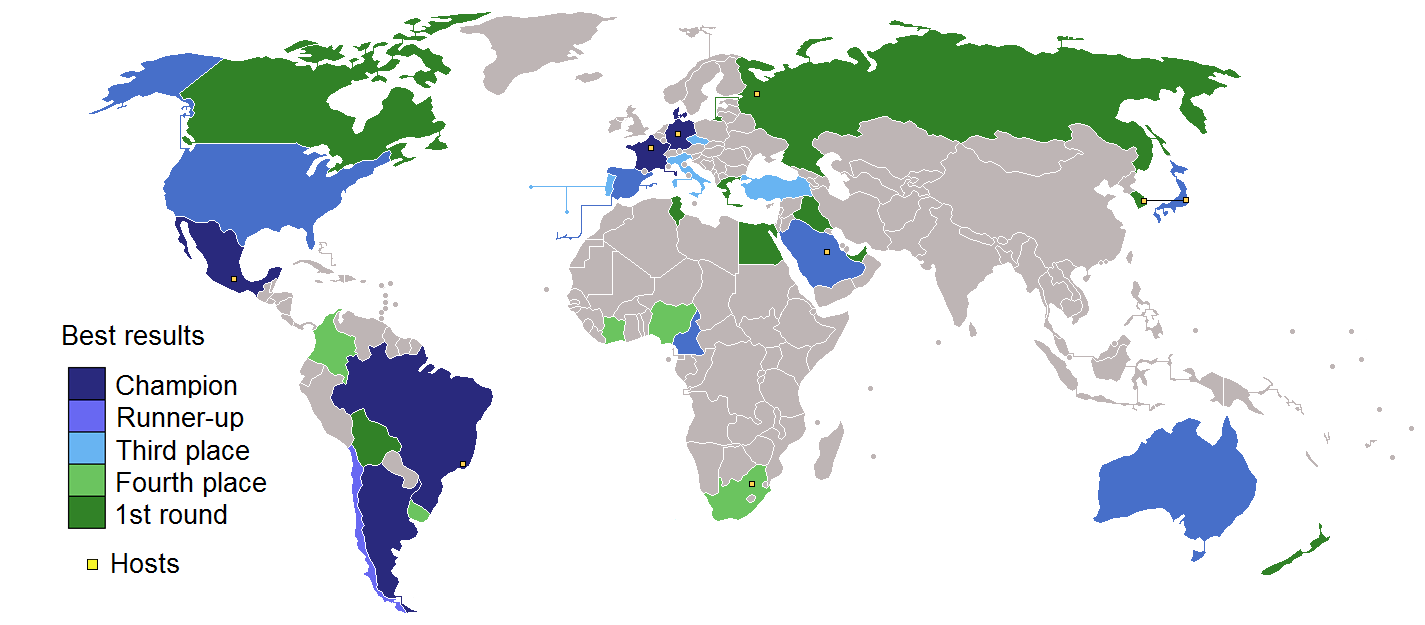
اللون الأزرق الغامق يبين المنتخبات الفائزة باللقب، بينما النقط الصفراء توضح الدول المستضيفة لمنافسات البطولة.

في السابق، كانت تقام بعض البطولات تتم فيها دعوة بطل كأس العالم للمشاركة. فبطولة كأس العالم مصغرة (Mundialito)  والتي أقيمت في الأوروغواي، احتفالا بمرور 50 عاما على أول بطولة كأس العالم. وأقيمت بطولة أرتيميو فرانكي بين عامي 1985 و1993، حيث تم دعوة بطل كوبا أمريكا وبطل كأس الأمم الأوروبية، لتصبح بذلك من أولى البطولات التي شهدت تنافسا بين أبطال الإتحادات القارية الكروية. وتعبتر البطولتان المذكورتان آنفاً من البطولات التي مهدت الطريق لنشأة بطولة كأس القارات، غير معترف بها من قبل الإتحاد الدولي لكرة القدم، حيث اعترف الفيفا بلقب كأس القارات بدءاً من بطولة كأس القارات 1992. ويعتبر اللاعب السعودي فهد الهريفي صاحب أول هدف في تاريخ كأس القارات وسجل في مباراة الافتتاح أمام منتخب أمريكا عام 1992.
ساهمت الكأس الذهبية الأسترالية والتي أقيمت في عام 1988 بناسبة الاحتفال بالمئية الثانية لإستقلال أستراليا، وشارك فيها بطل كاس العالم الأرجنتين وبطل أمريكا الجنوبية البرازيل وبطل آسيا السعودية وكذلك البلد المضيف أستراليا، دور في نشأة كأس العالم للقارات. فكان فيصل بن فهد رئيس الاتحاد العربي السعودي لكرة القدم آنذاك صاحب فكرة إنشاء البطولة وأطلق عليها كأس الملك فهد (كأس الأبطال القارية).

## نشأتها واعتراف الفيفا
وانطلقت البطولة في العام 1992 وعام 1995 حيث استضافت السعودية أول نسختين من كأس الملك فهد. وبعد تقدم قنوات تلفزيونة بطلب تشفير المبارايات علمت الفيفا بجدوى البطولة وقررت إدراجها كبطولة رسمية في العام 1997م وتستضيفها السعودية أيضا بمشاركة المنتخبات الحائزة على لقب القارة التي تلعب تحت مظلة إتحادها القاري. حيث أن الفيفا اعترفت في جميع البطولات وتريد نشر كرة القدم على مستوى العالم لكن المباريات التي لا يكون فيها دخل مادي لا تشرف عليها الفيفا لكن تعترف بها مثل بطولة كوبا أمريكا وكأس الخليج. وفي 1997 تم تغير مسمى البطولة إلى كأس العالم للقارات لكرة القدم بعد أن دخلت تحت أنظمة الاتحاد الدولي لكرة القدم الفيفا.

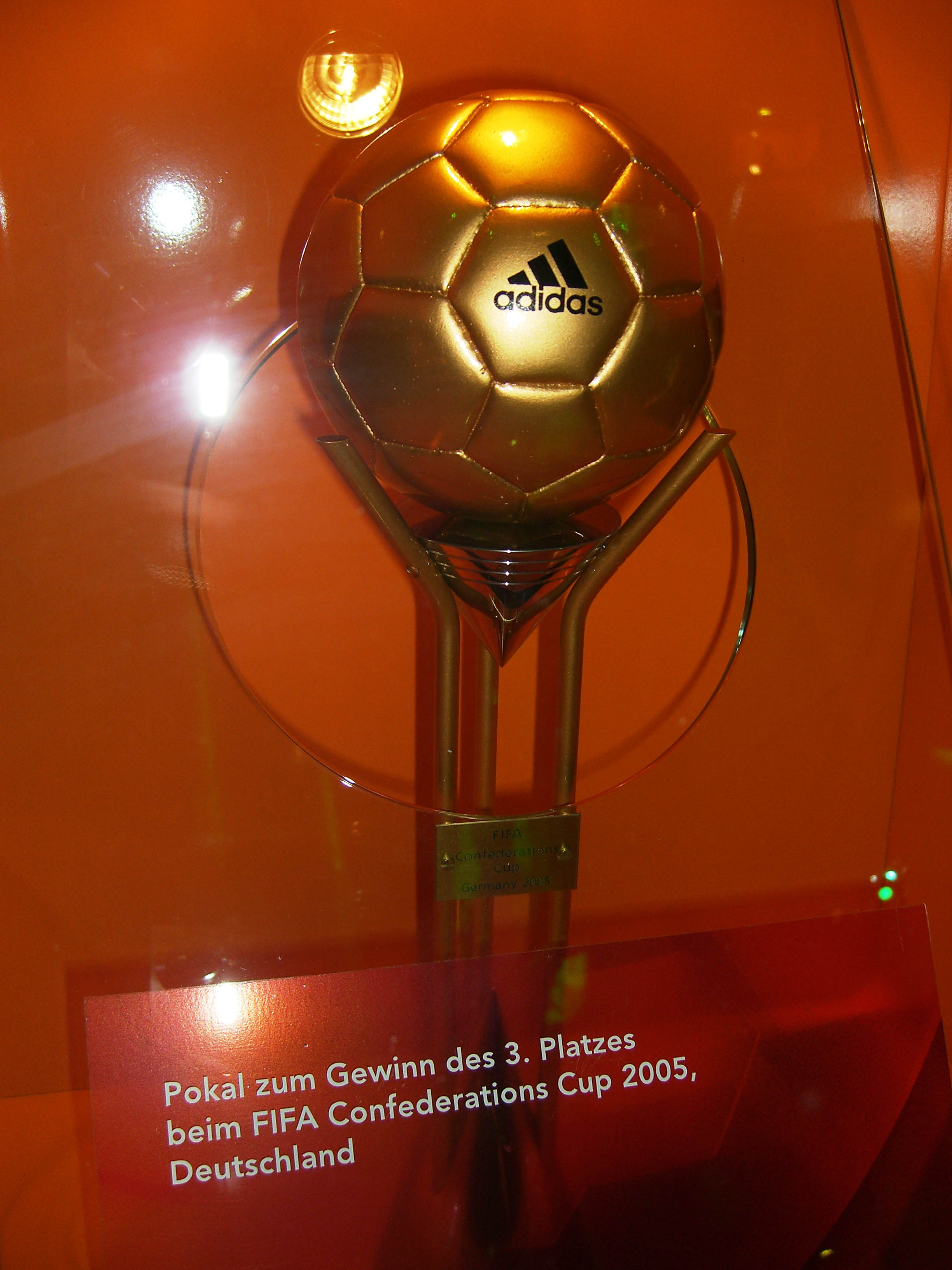
جائزة المنتخب الحائر على المركز الثالث.

وخرجت للمرة الأولى من السعودية لتستضيفها المكسيك عام 1999 وتصبح ثاني بطولة من حيث الأهمية من الفيفا. وفي عام 2005م قرر الاتحاد الدولي لكرة القدم إقامة البطولة كل 4 سنوات وذلك باعتمادها بطولة إعدادية لبطولة كأس العالم، بحيث تكون بطولة تنشيطية قبل بطولة كأس العالم بسنة واحدة وفي نفس الدولة المضيفة لبطولة كأس العالم لاختبار تجهيزات البلد المضيف. وأيضا من أجل إتاحة الفرصة لمنتخب البلد المنضم لكأس العالم لخوض أكبر عدد ممكن من المباريات الرسمية. وفي الوقت نفسه تم جعل خيار مشاركة أبطال أوروبا وأبطال أمريكا الجنوبية اختياريا.
عموما، فإن الفريق المستضيف، وحامل لقب كأس العالم، وأبطال القارات الست يتأهلون للمشاركة في هذه البطولة. وفي حالة تحقيق منتخب لأكثر من شرط من معايير التأهل السابق ذكرها، يتم دعوة فريق آخر لإكمال عقد المنتخبات الثمانية. وغالبا ما يكون هذا الفريق وصيف البطولة القارية (في كأس القارات 2013، شارك المنتخب الإسباني في البطولة بصفته بطل كأس العالم وبطل كأس الأمم الأوروبية، ولهذا تمت دعوة المنتخب الإيطالي، وصيف كأس الأمم الأوروبية 2012 للمشاركة في البطولة)
خلال بطولات كأس القارات، حدث 3 حالات اختارت فيها المنتخبات خيار عدم المشاركة (مرتين لمنتخب ألمانيا ومرة لمنتخب فرنسا). الألمانيا انسحبت مرتين، أولها في كأس القارات 1997، بعد فوزه بلقب كأس الأمم الأوروبية 1996 وتم استدعاء وصيف البطولة ذاتها التشيك. أما الثانية فكانت في كأس القارات 2003 بعدما تأهل كوصيف كأس العالم 2002، وشارك تركيا ثالث كأس العالم بدلا عنه في البطولة. بينما الحالة الثالثة فكانت من نصيب المنتخب الفرنسي في كأس القارات 1997، بعد فوزه بلقب كأس العالم 1998 وشارك البرازيل بدلا عنه كوصيف لبطولتي كأس العالم 1998 وكوبا أمريكا 1997.

## كأس الملك فهد (1992-1995)
أقيمت أول بطولة لكأس القارات في المملكة العربية السعودية عام 1992 بمشاركة أربعة منتخبات، في مقدمتها السعودية بطل كأس آسيا 1988، منتخب الأرجنتين بطل كأس أمريكا الجنوبية 1991، منتخب ساحل العاج بطل كأس الأمم الأفريقية لكرة القدم 1992، منتخب الولايات المتحدة بطل الكأس الذهبية 1991. مثلت المنتخبات المشاركة أربعة قارات وهي أمريكا الجنوبية وآسيا وأمريكا الشمالية وأفريقيا. شهدت البطولة غياب ممثلي الإتحاد الأوروبي والإتحاد أوقيانوسي. فغاب منتخب من القارة العجوز بسبب إقامة بطولة كأس الأمم الأوروبية لكرة القدم 1992، وغاب منتخب من قارة أوقيانوسيا بسبب عدم أقامة كأس أوقيانوسيا للأمم في الفترة ما بين 1980 و 1996. أقيمت البطولة في الفترة 15-20 من شهر أكتوبر في العاصمة الرياض. وكان المنتخب الأرجنتيني المرشح للفوز باللقب على الرغم من غياب نجمهم دييغو مارادونا. لكن تشكيلة المدرب ألفيو باسيلي كانت مرشحه للفوز نظراً لما تحتوي من لاعبين كبار أمثال غابرييل باتيستوتا وفيرناندو ريدوندو وكلاوديو كانيجيا ودييغو سيموني. وبالفعل استاطعت الأرجنتين وبسهولة الفوز باللقب بعدما هزمت ساحل العاج 4-1 والسعودية 3-1  على التوالي.

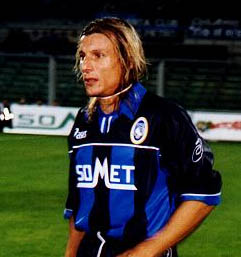
الأرجنتيني كلاوديو كانيجيا, الفائز ببطولة كأس الملك فهد 1992

شهدت بطولة كأس الملك فهد 1995 والتي أقيمت في المملكة العربية السعودية للمرة الثانية على التوالي، مشاركة 6 منتخبات في مقدمتها السعودية كونها البلد المستضيف، منتخب الأرجنتين الفائز ببطولة كأس أمريكا الجنوبية 1993، نيجيريا بطل كأس الأمم الأفريقية لكرة القدم 1994، منتخب المكسيك بطل الكأس الذهبية 1993، منتخب اليابان بطل كأس آسيا 1992  وأخيراً مفاجأة كأس الأمم الأوروبية لكرة القدم 1992 المنتخب الدنمارك. لم تستطع المنتخبات الآسيوية أن تتأهل للدور نصف النهائي فخرجت السعودية واليابان من الأدوار الأولى بعدما خسروا كل مبارياتهم واحتلوا المراكز الأخيرة في دور المجموعات. استطاعت المكسيك الفوز بالمركز الثالث بعدما تغلبت على نيجيريا بركلات ترجيح. واجهت الأرجنتين حاملة اللقب بقيادة خافيير زانيتي وروبيرتو أيالا وأرييل أورتيغا ، المنتخب الدنماركي مفاجأة ببطولة كأس الأمم الأوروبية لكرة القدم 1992 بقيادة الأخوين مايكل لاودروب براين لاودروب في المباراة النهائية. فتقدم لاعبو المدرب ريتشارد مولر نيلسون بهدف مبكر بواسطة ضربة جزاء في الدقيقة الثامنة بعدما نفذها مايكل لاودروب بنجاح في الشباك الأرجنتينية. في الشوط الثاني وتحديدا في الدقيقة 71 استطاع المهاجم بيتر راسموسن أن يؤكد التفوق الواضح للدنماركيين بعدما أحرز الهدف الثاني، وتفوز الدنمارك بالنسخة الثانية والأخيرة من كأس الملك فهد 1995.

## رعاية الفيفا (1997-1999)
قرر الاتحاد الدولي لكرة القدم الاعتراف بالبطولة وأن يشرف بنفسه على تنظيمها، فأصبحت البطولة رسمية، ذو موعد ثابت في تقويم الفيفا. وكان من ضمن أهداف الفيفا في تلك الفترة السماح للمنتخبات الصغيرة والتي لا تنتمي لنخبة منتخبات كرة القدم بالبروز عالميا، والاحتكاك بالمنتخبات القوية، خاصة المنتخبات الأوروبية واللاتينية. و بهذا أصبحت بطولة كأس القارات 1997 أول نسخة من بطولات كأس القارات التي أقيمت بعد اعتراف الفيفا.

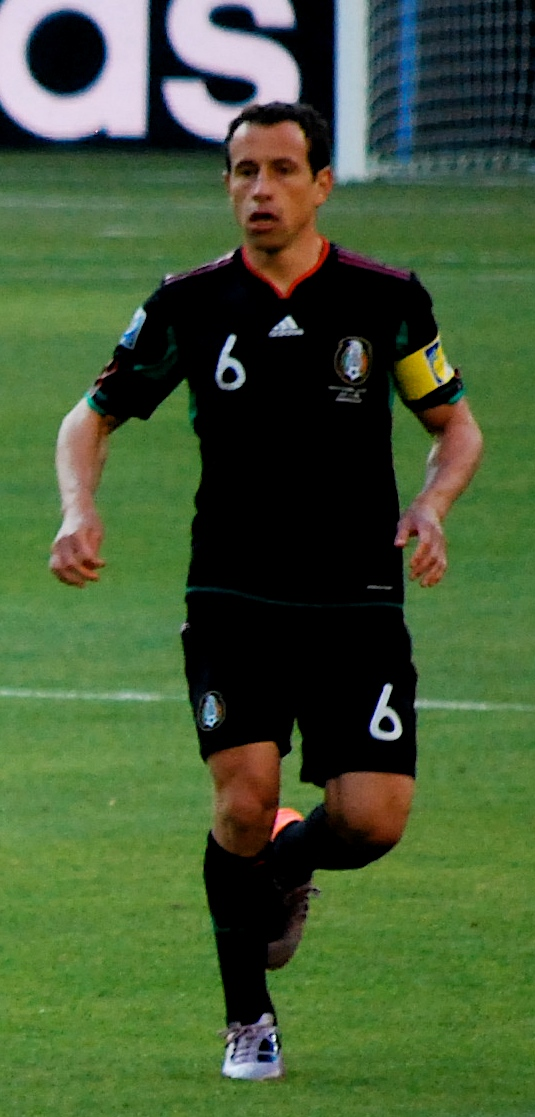
جيراردو تورادو الفائز مع منتخب المكسيك ببطولة كأس القارات 1999.

شهدت بطولة كأس القارات 1997 و التي أقيمت من 12 إلى 21 أكتوبر، لأول مرة مشاركة ثمان منتخبات ممثلةً جميع القارات الست. فشارك كل من السعودية بصفتها الدولة المستضيفة وبطلة كأس آسيا 1996، منتخب البرازيل بعد فوزه بلقب كأس العالم 1994، منتخب الأوروغواي بطل كأس أمريكا الجنوبية 1995، منتخب أستراليا بطل كأس أوقيانوسيا 1996، منتخب جنوب أفريقيا بعدما فاز بلقب كأس الأمم الأفريقية لكرة القدم 1996، منتخب المكسيك بطل الكأس الذهبية 1996، و اعتذر المنتخب ألمانيا الفائز ببطولة كأس الأمم الأوروبية لكرة القدم 1996 عن المشاركة ولهذا شارك منتخب التشيك وصيف البطولة بدلا من المنتخب الألماني، و أخيراً، شارك الإماراتي وصيف كأس آسيا 1996 بعد فوز السعودية باللقب وجمعها بين اللقب وحق الاستضافة. في المجموعة الأولى تأهلت كل البرازيل وأستراليا من بعدما احتلالها للمركزين الأول والثاني على التوالي، وفي المجموعة الثانية تأهلت كل من الأوروغواي كبطل المجموعة والتشيك الوصيف. فازت البرازيل على التشيك بهدفين نظيفين في مباراة تميزت بالتمريرات السريعة والإيقاع السريع. بينما خسر مفاجأة البطولة المكسيك من المنتخب الإسترالي بهدف نظيف سجله هاري كيويل لاعب ليدز يونايتد. في المباراة النهائية، سحقت البرازيل المنتخب الإسترالي 6-0، من خلال ثلاثيتين سجلهما كل من روماريو ورونالدو.
استضافت المكسيك نسخة كأس القارات 1999. بمشاركة منتخب المكسيك المستضيف وبطل كأس كونكاكاف الذهبية 1998، منتخب بوليفيا وصيف كأس أمريكا الجنوبية 1997، منتخب البرازيل الفائز بكأس أمريكا الجنوبية 1997 و وصيف بطولة كأس العالم لكرة القدم 1998، منتخب مصر بطل كأس الأمم الأفريقية لكرة القدم 1998، ومنتخب ألمانيا الفائز بكأس الأمم الأوروبية لكرة القدم 1996، منتخب نيوزيلندا بطل كأس أوقيانوسيا 1998، منتخب السعودية بطل كأس الأمم الآسيوية لكرة القدم 1996 ومنتخب الولايات المتحدة وصيف كأس كونكاكاف الذهبية 1998. بينما أعتذر المنتخب الفرنسي بطل كأس العالم لكرة القدم 1998 نتيجة لضغوط مارسته الأندية الأوروبية الكبرى على الاتحاد الفرنسي لكرة القدم لعدم المشاركة، مما دفع الاتحاد الفرنسي إلى الانسحاب من البطولة. في الأدوار الإقصائية واجهت البرازيل منتخب السعودية و استطاعت الفوز بنتيجة ثقيلة قوامها 8-2 استطاع فيها رونالدينهو أن يسجل 3 أهداف. وفي المباراة الثانية فاز المستضيف منتخب المكسيك على منتخب الولايات المتحدة بهدف نظبف سجله كواوتيموك بلانكو في الدقيقة السابعة من بداية الأشواط الإضافية. في المباراة النهائية وعلى ملعب أزتيكا شهدت المباراة سجالا كروياً بين منتخبي البرازيل والمكسيك، فتدقدمت المكسيك بهدفين نظيفين من ميغيل زيبيدا وخوسيه أبونديس، ثم عادلت البرازيل النتيجة بهدفي سيرجينهو وروني. ثم ردت المكسيك الصاع للبرازيل بتسجيلها هدفين من توقيع كواوتيموك بلانكو وميغيل زيبيدا، بينما لم يشفع للبرازيل هدف زي روبرتو و انتهت المباراة النهائية بفوز المكسيك بنتيجة 4-3 على منتخب البرازيل.

## الثنائية الفرنسية (2001-2003)

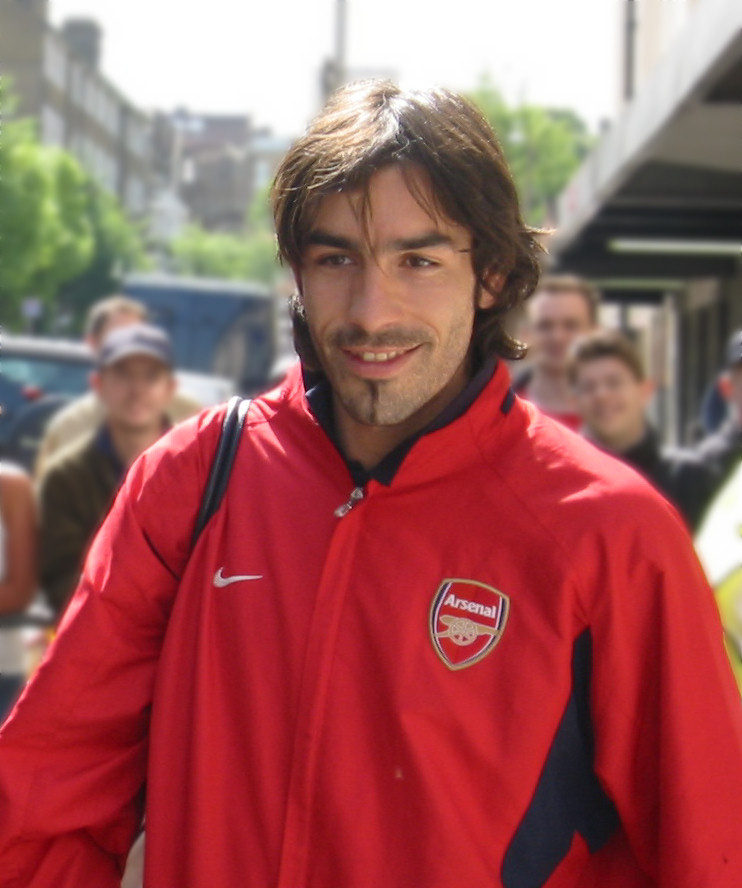
روبير بيريز الفائز بالثنائية مع منتخب فرنسا في نسخة 2001 و2003.

قامت اللجنة المنظمة للبطولة بتكليف كل من اليابان وكوريا الجنوبية مستضيفي بطولة كأس العالم لكرة القدم 2002 بتنظيم بطولة كأس القارات 2001. شهدت البطولة مشاركة العديد من المنتخبات، فشاركت كوريا الجنوبية بصفتها مستضيفة بطولة كأس العالم لكرة القدم 2002، و أيضا شاركت اليابان بصفتها مستضيفة بطولة كأس العالم لكرة القدم 2002 و الفائزة بكأس آسيا 2000. بينما شاركت المكسيك لأنها حاملة لقب النسخة الماضية كأس القارات 1999، المنتخب الفرنسي بطل كأس الأمم الأوروبية 2000 وحامل لقب بطولة كأس العالم لكرة القدم 1998، ومنتخب البرازيل الفائز بكأس أمريكا الجنوبية 1999، ومنتخب الكاميرون بعدما فاز بلقب كأس الأمم الأفريقية لكرة القدم 2000، ومنتخب أستراليا بطل كأس أوقيانوسيا 2000، و كندا الفائزة بلقب الكأس الذهبية 2000. في المجموعة الأولى، كانت المفاجأة المدوية خروج منتخب المكسيك خالي الوفاض بعد ثلاث هزائم متتالية، بينما تأهل كل من منتخب فرنسا ومنتخب أستراليا للدور المقبل. شهدت المجموعة مفاجأة أخرى والتي تمثلت بتصدر المنتخب الياباني لمجموعته بسبعة نقاط، تاركاً الوصافة لمنتخب البرازيل برضيد خمس نقاط. في الدور نصف النهائي، استطاعت الياباني تخطي منتخب أستراليا بهدف نظيف سجله المهاجم هيديتوشي ناكاتا من ضربة حره عانقت الشباك الأسترالية في الدقيقة 43. بينما في المباراة الثانية من نفس الدور شهد تكرار نهائي كأس العالم لكرة القدم 1998 بين منتخبي البرازيل وفرنسا، انتهت بفوز الأخير بهدفين لهدف. واجه المنتخب الياباني مفاجأة البطولة بطل أوروبا المنتخب الفرنسي، و استطاع الفرنسيون هزيمة أصحاب الأرض بهدف نظيف سجله لاعب خط الوسط باتريك فييرا في الدقية 30 من الشوط الأول. ولتجمع فرنسا بين أكبر 3 ألقاب عالمية في غضون 3 سنوات. ففازت بكأس العالم لكرة القدم 1998 وكأس الأمم الأوروبية 2000 وكأس القارات 2001.
أقيمت بطولة كأس القارات 2003 في فرنسا، تأهلت 8 منتخبات لخوض غمار البطولة. فشارك كل من، فرنسا بصفته المستضيف والفائز بكأس الأمم الأوروبية 2000 و حامل لقب بطولة الأخيرة كأس القارات 2001، منتخب البرازيل الفائز ببطولة بطولة كأس العالم لكرة القدم 2002، منتخب تركيا بعد اعتذار وصيف كأس العالم 2002 منتخب ألمانيا عن المشاركة، ومنتخب كولومبيا الفائز بكأس أمريكا الجنوبية 2001، ومنتخب الكاميرون بعدما فاز بلقب كأس الأمم الأفريقية لكرة القدم 2002 ، منتخب اليابان الفائز بكأس آسيا 2000، ومنتخب الولايات المتحدة الفائز بلقب الكأس الذهبية 2002، و أخيرا منتخب نيوزيلندا بطل كأس أوقيانوسيا 2002. تأهل البلد المستضيف منتخب فرنسا بعدما احتل المركز الأول في مجموعته بثلاث انتصارات تاركاً المركز الثاني للمنتخب الكولومبي. بينما شهدت المجموعة الثانية خروج منتخب البرازيل بطل كأس العالم 2002 بعد احتلاله للمركز الثالث بفارق الأهداف عن المنتخب التركي صاحب المركز الثاني، بينما لم يجد منتخب الكاميرون أي صعوبة في تصدر مجموعته. في المباراة الأولى تقدم منتخب الكاميرون بهدف على منتخب كولومبيا جاء في الدقيقة 9. لكن في الدقيقة 72، حدثت الفاجعة وخيم الحزن على الملعب، حين سقط الاعب مارك فيفيان فويه في دائرة المنتصف دون أن يلمسه أحد، وتم تقديم الإسعافات الأولية على أرضية الملعب فوراً واستمروا لمدة 45 دقيقة في محاولة يائسة لاعادة تشغيل القلب، ولكن تم الإعلان عن وفاته رسمياً على أرضية الملعب عن عمر يناهز 28 عاما. وبعد الفحص الطبي الثاني قررت لجنة الأطباء بأن سبب وفاة مارك فيفيان فويه كان تضخم في عضلة القلب ناتج من مرض قلبي خلقي. سبب موت مارك فيفيان فويه صدمة للجميع، وبكى عليه لاعبو منتخبي فرنسا وتركيا في مباراة نصف النهائي الثانية، وقد أهداه تييري هنري هدفا في تلك المباراة التي انتهت بفوز فرنسا 3-2 بفضل أهداف روبير بيريز وتييري هنري وسيلفان ويلتورد. وفي المباراة النهائية استطاعت فرنسا أن تفوز باللقب بعدما تغلبت على منتخب الكاميرون بهدف تييري هنري في الدقيقة 97 من الشوط الإضافي الأول.

## الثلاثية البرازيلية (2005-2011)

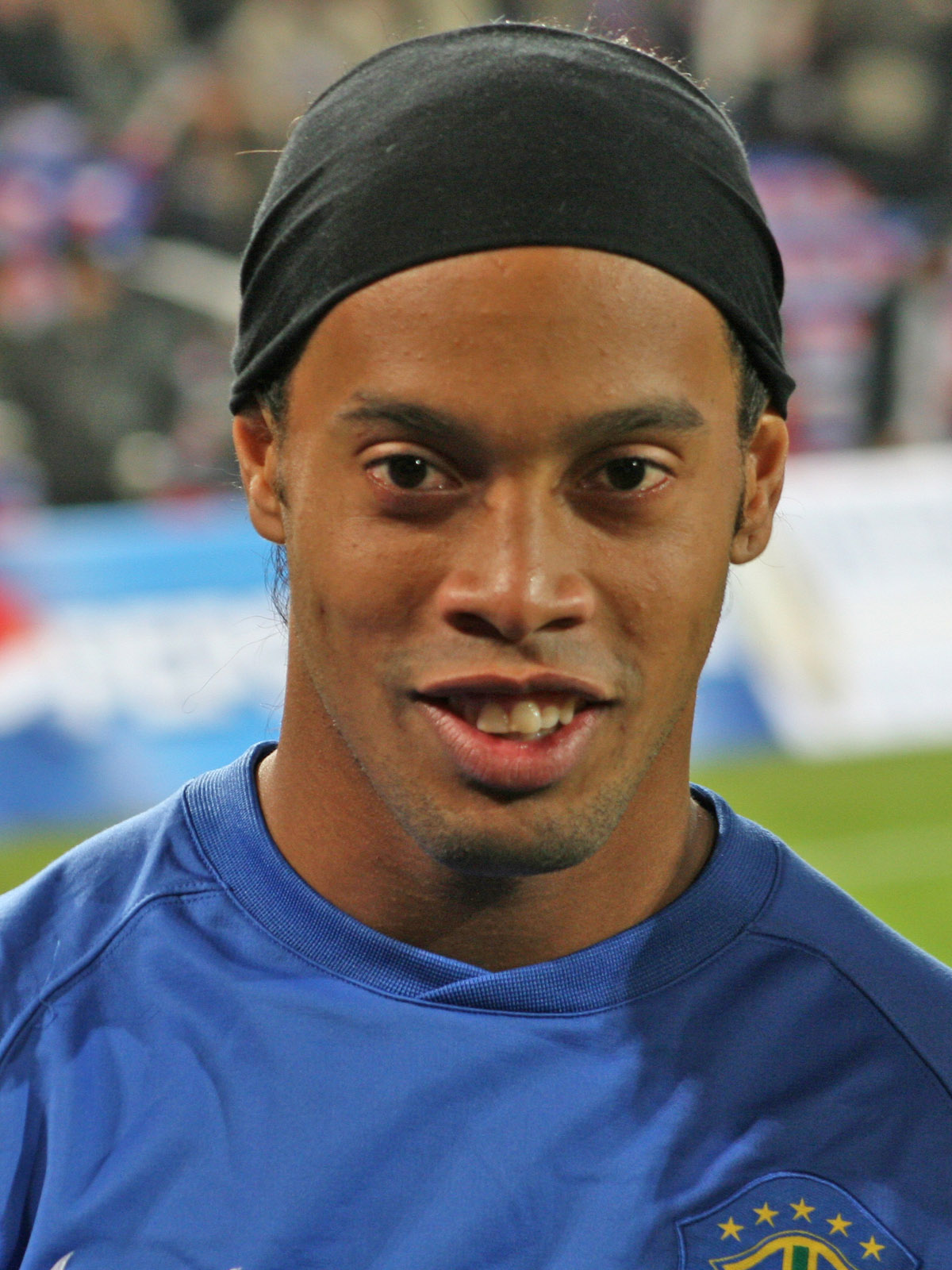
رونالدينهو الهداف التاريخي للبطولة برصيد 9 أهداف بالمشاركة مع المكسيكي كواوتيموك بلانكو.

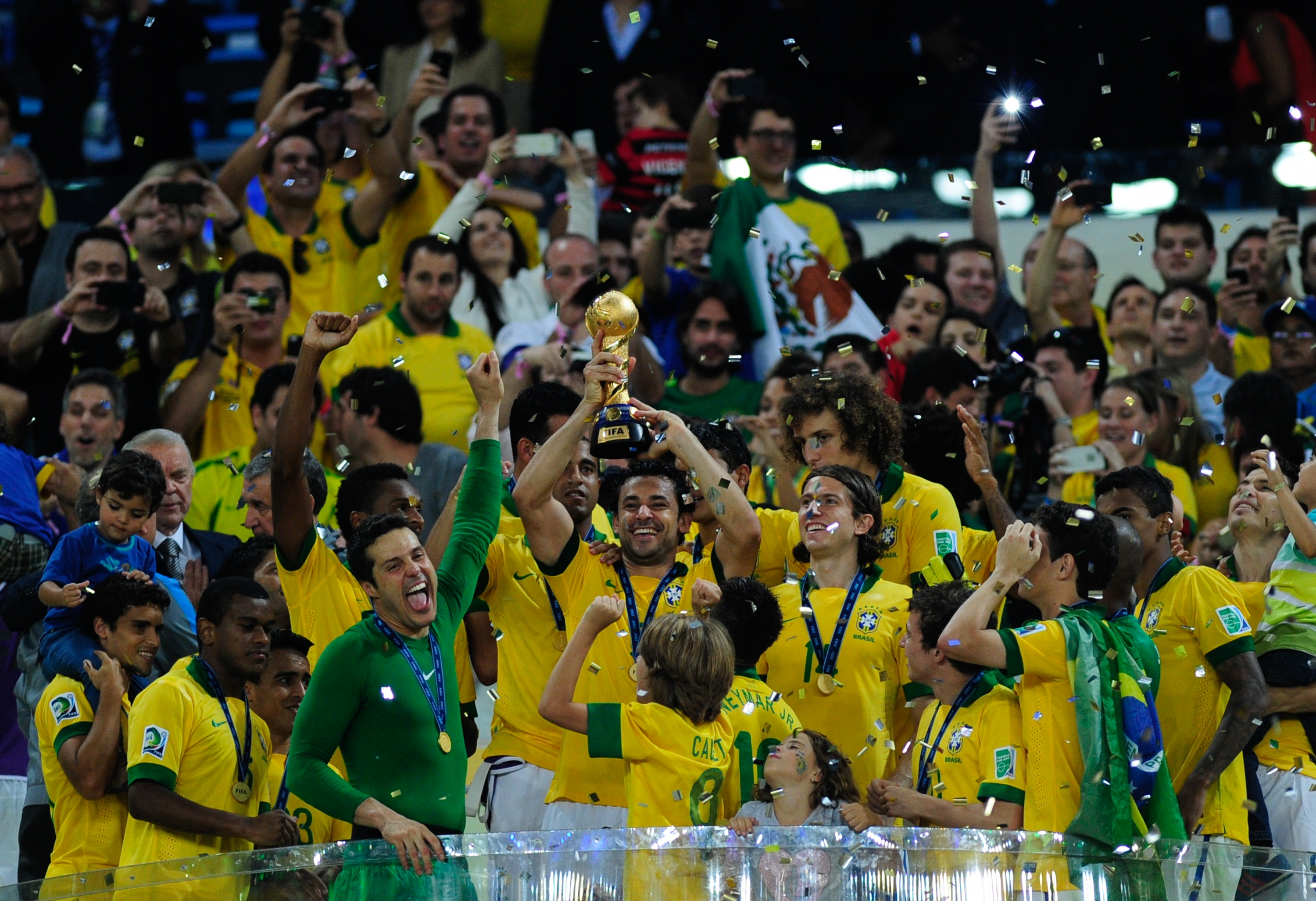
منتخب البرازيل أكثر المنتخبات فوزاً باللقب 4 مرات، 3 مرات منها كانت متتالية أعوام 2005 و2009 و2013.

قبل عام واحد من بطولة كأس العالم لكرة القدم 2006 أقيمت بطولة كأس القارات 2005 في ألمانيا. فشارك منتخب ألمانيا في البطولة بصفته البلد المستضيف، وشارك أيضا كل من منتخب البرازيل الفائز ببطولة بطولة كأس العالم لكرة القدم 2002 و بطولة كوبا أمريكا 2004، منتخب الأرجنتين وصيف بطولة كوبا أمريكا 2004، منتخب اليابان الفائز بكأس آسيا 2004، ومنتخب المكسيك الفائز بالكأس الذهبية 2003، ومنتخب تونس بعدما فاز بلقب كأس الأمم الأفريقية لكرة القدم 2004، و شارك منتخب اليونان بعدما توج ببطولة كأس الأمم الأوروبية 2004 و أخيرا منتخب نيوزيلندا بطل كأس أوقيانوسيا 2004. في المجموعة الأولى لم تكن المهمة صعبة لمنتخبات ألمانيا والأرجنتين لاحتلال المراكز الأولى فتأهلا للدور المقبل برضيد 7 نقاط لكل منها لكن فارق الأهداف كان من نصيب الألمان. بينما في المجموعة الثانية تأهلت المكسيك بعد تربعها هلى عرش المجموعة، بينما واجه المنتخب البرازيل صعوبة في التأهل، بعدما احتل المركز الثاني برصيد 4 نقاط من تعادل وفوز وحيدين وبفارق الأهداف عن المنتخب الياباني. واجهة المنتخب الأرجنتيني صعوبة في تخطي المنتخب المكسيك، فتأهل بشق الأنفس عن طريق الركلات الترجيحية بعدما انتهى الوقت الأصلي بالتعادل الإيجابي بهدف للطرفين تم تسجيلهم في الوقت الإضافي، بتوقيع كل من المكسيكي كارلوس سالسيدو والأرجنتين لوتشيانو فيغويروا. وفي المباراة الثانية، اعتقد الألمان أن مهتهم سهلة أمام البرازيل اعتماداً على ما قدموه في دور المجموعات، لكن المنتخب البرازيل خالف التوقعات وكان نداً للمنتخب ألماني، فاستطاع أن يتغلب على أصحاب الأرض والجمهور بنتيجة 3-2 بتوقيع رونالدينهو وأدريانو. ضرب البرازيل موعدا في المباراة النهائية مع غريمها التقليدي منتخب الأرجنتين، فعلى ملعب كومرزبانك أرينا في فرانكفورت، استطاعت البرازيل أن تفوز على الأرجنتين بنتيجة عريضة قوامها 4-1، فسجلت البرازيل 4 أهداف خلال 65 دقيقة براسطة رونالدينهو وكاكا وأدريانو، بينما جاء هدف الأرجنتين الوحيد من اللاعب بابلو أيمار.
في عام 2005 قرر الاتحاد الدولي لكرة القدم إقامة البطولة كل 4 سنوات وذلك باعتمادها بطولة إعدادية لبطولة كأس العالم، بحيث تكون بطولة تنشيطية قبل بطولة كأس العالم بسنة واحدة وفي نفس الدولة المضيفة لبطولة كأس العالم لاختبار تجهيزات البلد المضيف. وأيضا من أجل إتاحة الفرصة لمنتخب البلد المنضم لكأس العالم لخوض أكبر عدد ممكن من المباريات الرسمية.
أقيمت النسخة الثامنة لكأس القارات، في بلد الفوفوزيلا، وهي جنوب أفريقيا من 14 يونيو إلى 28 يونيو 2009 كمقدمة لكأس العالم لكرة القدم 2010، فشارك في كأس القارات 2009، العديد من المنتخبات كان في مقدمتهم منتخب البلد المستضيف أفريقيا. شارك أيضا في البطولة منتخب إيطاليا حامل لقب كأس العالم لكرة القدم 2006، منتخب البرازيل الفائز ببطولة كوبا أمريكا 2007، ومنتخب الولايات المتحدة الفائز بالكأس الذهبية 2007، منتخب أسبانيا حامل لقب بطولة كأس الأمم الأوروبية 2008، منتخب نيوزيلندا بطل كأس أوقيانوسيا 2008. وشهدت البطولة مشاركة منتخبين عربين هما المنتخب المصري بطل كأس الأمم الأفريقية لكرة القدم 2008 و المنتخب العراقي الفائز بكأس آسيا 2007. في المجموعة الأولى استطاعت البرازيل أن تفلت من كمين المنتخب المصري بعدما فازت 4-3 بشق الأنفس. و استطاع منتخب الولايات المتحدة خطف بطاقة التأهل الثانية بفارق الأهداف عن إيطاليا ومصر بعدما تساوى معهم بالنقاط برضيد 3 نقاط لكل منتخب. بينما في المجموعة الثانية لم تجد أسبانيا أي صعوبة فاحتلت الصداة ر برضيد 9 نقاط، تاركةً الوصافة للبلد المضيف برصيد 4 نقاط. في الأدوار الإقصائية أكد منتخب الولايات المتحدة أحقيته بخطف بطاقة التأهل لدور نصف النهائي بعدما هزم منتخب أسبانيا حامل لقب بطولة كأس الأمم الأوروبية 2008 بهدفين نظيفين سجلهما كل من جوزي ألتيدور وكلينت ديمبسي. وفي المباراة الثانية استطاعت البرازيل الفوز على المنتخب الجنوب إفريقي بهدف نظيف سجله دانييل ألفيس في الدقيقة 88 من الوقت الأصلي للمباراة. في المباراة النهائية تواجه المنتخب البرازيلي مع المنتخب الأمريكي في سيناريو عاد لمباراة دور المجموعات. صدم المنتخب الأمريكي الحاضرين في ملعب إليس بارك بتسجيله هدفين خلال 27 دقيقة بتوقيع كلينت ديمبسي ولاندون دونوفان وينتهي الشوط الأول بتقدم أبناء العم سام بهدفين نظيفين. انتفض البرازيليون في الشوط الثاني فاستطاعوا أن يسجلوا 3 أهداف، ثنائية لويس فابيانو وهدف لوسيو، قلبوا بها النتيجة وتوجوا أبطالاً لكأس القارات 2009.
أقيمت بطولة كأس القارات 2013 في البرازيل، وتأهلت 8 منتخبات لخوض غمار البطولة. فشارك كل من البرازيل بصفته المستضيف، منتخب أسبانيا الفائز ببطولة كأس العالم لكرة القدم 2010، و بطل كأس الأمم الأوروبية لكرة القدم 2012 منتخب اليابان الفائز بكأس آسيا 2011، ومنتخب المكسيك الفائز بالكأس الذهبية 2011، منتخب الأوروغواي الفائز ببطولة كوبا أمريكا 2011، ومنتخب تاهيتي الفائز بلقب كأس أوقيانوسيا 2012، ومنتخب إيطاليا وصيف كأس العالم لكرة القدم 2010، و أخيراً منتخب نيجيريا حامل لقب بطولة كأس الأمم الأفريقية لكرة القدم 2013. في المجموعة الأولى لم يجد المنتخب البرازيلي أي صعوبة في تصدر مجموعته، فتصدرها بثلاث انتصارات منها انتصاره على إيطاليا بنتيجة ثقيلة قوامها 4-2. وعلى الرغم تلك الخسارة استطاع المنتخب الإيطالي أن يتأهل للور المقبل بعدما فحصد 6 نقاط من انتصارين وهزيمة. وفي المجموعة الثانية تصدر المنتخب أسبانيا مجموعته بعدما جمع 9 نقاط من ثلاث انتصارات، مسجلاً 15 هدفاً بعدما هزم تاهيتي بنتيجة ثقيلة قوامها 10-0 محققاً بذلك أكبر نتيجة فوز في تاريخ البطولة. في الأدوار الإقضائية لم تكن الأمور مريحة بالنسبة للمنتخب الأسباني مثلما كلن الحال في دور المجموعات، فاصدم بالمنتخب الإيطالي، في تكرار لسيناريو نهائي كأس الأمم الأوروبية لكرة القدم 2012، فاستطاع أن يجتاز الطليان بركلات الترجيح بعد انتهاء الوقت الأصلي بالتعادل السلبي. في المقابل، لم يكن المنتخب البرازيلي ذا حالٍ أفضل من المنتخب الإسباني، فتغلب على المنتخب الأوروغواي بصعوبة بهدفين لهدف حملا توقيع كل من فريد وباولينيو. في المباراة النهائية التي أقيمت على ملعب الماراكانا الشهير، كشرت البرازيل عن أنيابها واستطاعت أن تدك مرمى المنتخب الأسباني بثلاثة أهداف نظيفة من ثنائية فريد و هدف نيمار، وتضع حدا لمسيرة منتخب أسبانيا الخالية من الهزائم في 29 مباراة رسمية على مدار ثلاث سنوات. ويصبح بذلك المنتخب البرازيلي صاحب الرقم القياسي بعدد مرات الفوز بالبطولة 4 مرات، والمنتخب الوحيد الذي خصد على لقب البطولة 3 مرات متتالية.